# Signe Salén
Sigrid (Signe) Alfhild Maria Salén, född 23 november 1871 i Stockholm, död 3 augusti 1963, var en svensk läkare.
Salén blev medicine kandidat vid Karolinska institutet 1896 och medicine licentiat 1901. Hon var praktiserande läkare i Luleå 1905–07, underläkare vid Söderby tuberkulossjukhus 1910, amanuens vid Allmänna barnhuset i Stockholm 1911 samt amanuens och underläkare vid Sankt Görans sjukhus 1916–18. Hon var därefter praktiserande läkare i Stockholm inom hud- och könssjukdomar samt läkare vid statens poliklinik för könssjukdomar hos kvinnor i Stockholm 1919–39. Hon var även skolläkare vid stiftelsen Kungsholms elementarskola för flickor. 
Salén var dotter till överkommissarie Ferdinand af Klintberg och Gertrud Bergman. Hon ingick äktenskap 1902 med lasarettsläkaren Ernst Salén (1869–1908).